# Ectodrelanva paramarginalis
Ectodrelanva paramarginalis är en insektsart som beskrevs av Andrej Vasiljevitj Gorochov 1999. Ectodrelanva paramarginalis ingår i släktet Ectodrelanva och familjen syrsor. Inga underarter finns listade i Catalogue of Life.